# Adaljíza Magno

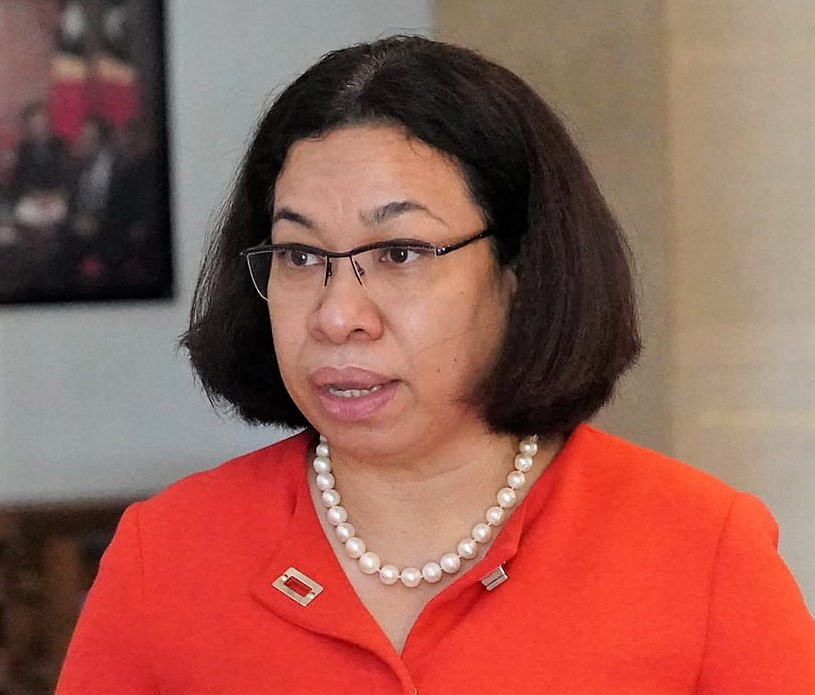
Adaljíza Magno (2022)

Adaljíza Albertina Xavier Reis Magno (* 7. Januar 1975 in Baguia) ist eine osttimoresische Diplomatin und Politikerin. Sie ist Mitglied der FRETILIN und war in der Übergangsregierung unter Premierminister Estanislau da Silva 2007 die geschäftsführende Außenministerin Osttimors. 2015 wurde sie zur Botschafterin Osttimors in Singapur und 2017 zur Vizeministerin für Äußere Angelegenheiten und Kooperation ernannt. 2020 wurde sie Außenministerin Osttimors. Das Ministeramt hatte sie bis zum Ende der Legislaturperiode am 30. Juni 2023 inne.

## Zur Person
Adaljíza Magno wurde als Tochter von der Lehrerin Ana Xavier G. Magno und dem Krankenpfleger Alberto dos Reis Magno geboren. Claudia hat fünf Geschwister, darunter die Kardiologin Claudia Xavier dos Reis Magno und die Menschenrechtlerin Benícia Eriana Ximenes dos Reis Magno.
Seit Oktober 2003 ist Adaljíza Magno mit Rosantino Amado Hei dos Anjos verheiratet. Sie haben eine gemeinsame Tochter, Rosejiza Nabilan Magno Hei.
Magno hat verschiedene Artikel zu den Themen Recht, Frauen und Wirtschaft veröffentlicht. Sie spricht fließend Makasae, Tetum, Portugiesisch, Bahasa Indonesia und Englisch.

## Werdegang
Elf Monate nach der Geburt Magnos begann Indonesien mit der Besetzung von Osttimor. Magnos Familie floh zum Berg Matebian, einem Zentrum des FRETILIN-Widerstands gegen die Invasoren. Die Familie lebte vier Jahre auf der Flucht, bevor sie 1979 nach Baguia zurückkehrte. 1980 ergab sie sich der indonesischen Armee, da sie zu verhungern drohte.
Magno besuchte von 1982 bis 1987 die Grundschule, von 1987 bis 1990 die Vor-Sekundärschule und von 1990 bis 1993 die Sekundärschule in Dili. An der Sebelas Maret Nationaluniversität in Surakarta/Indonesien graduierte sie mit einem Abschluss in Wirtschaft.
Vor ihrer Wahl 2001 in die Konstituierende Versammlung, aus der später das Nationalparlament wurde, war Magno eine Frauenaktivistin und seit ihrem Studium in Indonesien in der Studentenbewegung aktiv, die für eine Unabhängigkeit Osttimors arbeitete. Von 1993 bis 1998 war sie Mitglied der Organisation der Katholischen Studenten der Republik Indonesien PMKRI in Surakarta und schloss sich 1998 in Jakarta dem SAHE Studienclub an. Zur selben Zeit gründete sie mit Freunden ein Kommunikationsforum für osttimoresische Frauen (FORELSAN) in Yogyakarta.
Für das Referendum zur Unabhängigkeit Osttimors von Indonesien 1999 kehrte Magno in ihre Heimat zurück. Nach Bekanntgabe des Ergebnisses, das sich für die Unabhängigkeit aussprach, kam es zu massiven Angriffen von pro-indonesischen Milizen auf die Bevölkerung. Magno und ihre Familie floh, wie viele andere Einwohner nach Kupang in Westtimor. Als auch hier Milizen die Flüchtlinge attackierten, floh die Familie weiter nach Bali und kehrte erst nach Eintreffen der internationalen Eingreiftruppe INTERFET im Oktober 1999 nach Osttimor zurück.
Magno war 1999 eine Mitgründerin des Sahe Institute for Liberation SIL, einer Nichtregierungsorganisation, die sich für Bildung für die Bevölkerung einsetzt, und bis 2001 für SIL tätig. Von November 1999 bis Juni 2000 arbeitete Magno außerdem für die Menschenrechtsorganisation HAK als Koordinatorin für Fragen der Volksbildung und für das Fokupers (Kommunikationsforum für osttimoresische Frauen).
2000 vertrat Magno die Gewerkschaftskonföderation Osttimor bei der 88. Konferenz der Internationalen Arbeitsorganisation ILO in Genf. Im selben Jahr nahm sie an einer Rednertournee der Nichtregierungsorganisation East Timor and Indonesia Action Network teil, die sie durch 22 Bundesstaaten der USA führte. Zudem unterrichtete Magno an der Nationaluniversität von Timor-Leste (UNTL) zum Thema Menschenrechte.
Magno wurde 2001 zum Mitglied des Organisationskomitees zum Aufbau des Osttimor Frauennetzwerks ernannt. Für den UNFPA war sie von Juni bis August 2001 Ansprechpartner zum Thema „Häusliche Gewalt“ in Osttimor.
2003 nahm Magno für die FRETILIN an einem Austauschprogramm mit der Volksrepublik China teil, das seine Schwerpunkte in Politik, Kultur, Wirtschaft und Geschichte hatte.
Von 2001 bis 2005 war Adaljíza Magno Mitglied des Nationalparlaments Osttimors und mit ihren damals 26 Jahren die jüngste Abgeordnete. Außerdem wurde Magno zur Sekretärin des Parlamentsausschusses für Wirtschaft und Finanzen ernannt.

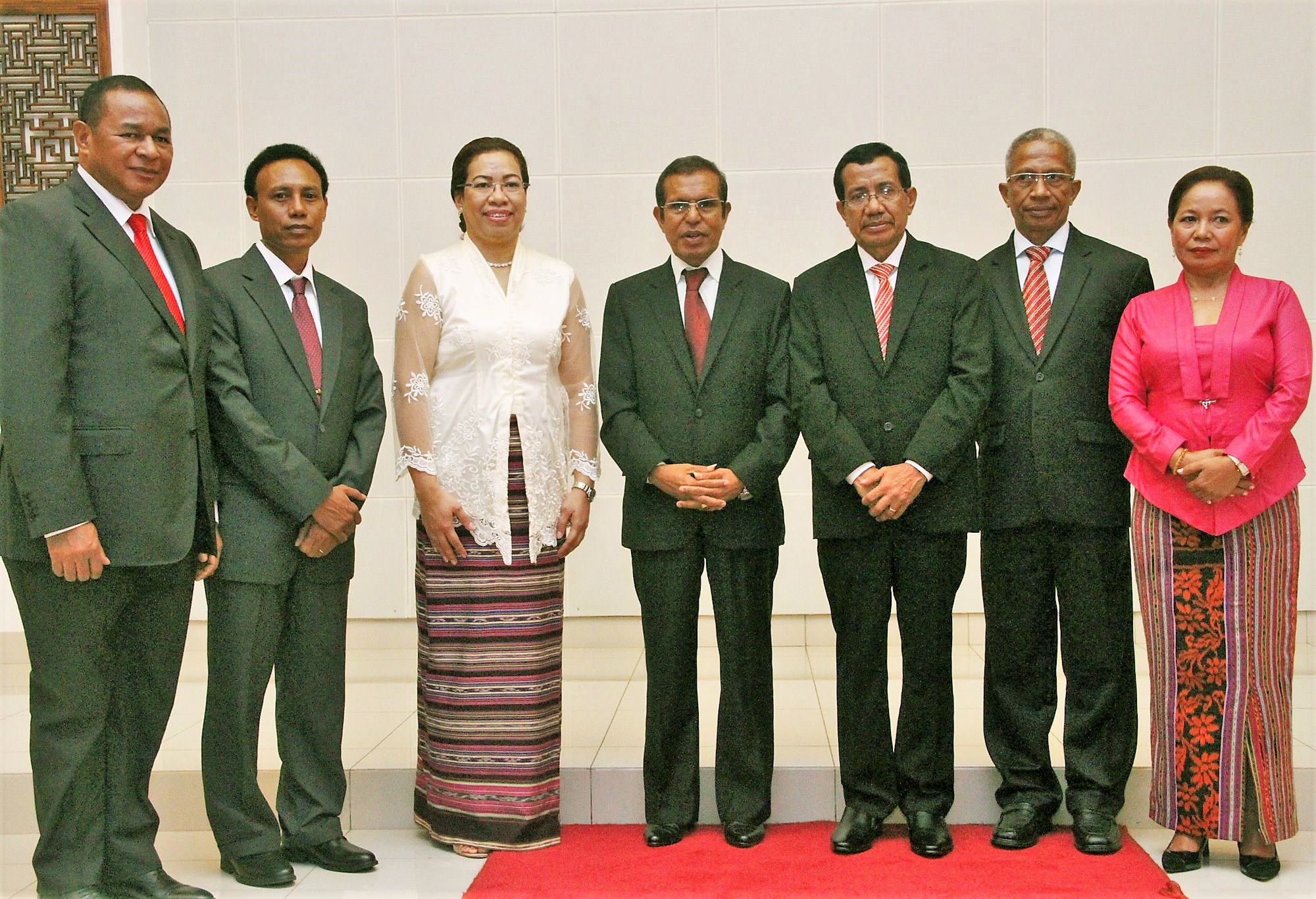
Magno (3.v.l.) als eine der 2015 ernannten Botschafter bei Präsident Taur Matan Ruak

Von Juli 2005 bis 2007 war Magno die Vize-Außenministerin in den Regierungen Alkatiri und Ramos-Horta. Hier war sie das jüngste Regierungsmitglied. Nach dem Rücktritt von Ramos-Horta, wurde Magno von dessen Nachfolger Estanislau da Silva am 19. Mai 2007 zur geschäftsführenden Außenministerin der Übergangsregierung ernannt, die bis zum Antritt der neuen Regierung nach den Parlamentswahlen vom 30. Juni 2007 am 8. August im Amt blieb. Bei den Wahlen stand Magno nur auf Platz 60 der FRETILIN und hatte damit praktisch keine Chance, einen der 65 Sitze im neuen Parlament zu erhalten.
2002 bis 2006 war Magno wieder für HAK und 2004 bis 2007 für FOKUPERS aktiv. Außerdem vertrat sie 2007 die zivilen Organisationen auf dem dritten Osttimorspendertreffen in Canberra. Von 2012 bis 2014 absolvierte Magno ein Masterstudium an der Victoria University of Wellington im Fach Public Management & Policy. Am 19. November 2015 wurde Magno zur neuen Botschafterin Osttimors in Singapur ernannt. Sie löste damit Geschäftsträger Domingos Sávio ab. Botschafter war zuvor Roberto Soares.
Am 2. Oktober 2017 wurde Magno zur Vizeministerin für Äußere Angelegenheiten und Kooperation ernannt. Die Vereidigung erfolgte nicht, wie bei den anderen neuen Regierungsmitgliedern am 3. Oktober, weil Magno noch in Singapur weilte. Am 17. Oktober wurde Magno schließlich vereidigt. Ihre Amtszeit als Vizeministerin endete mit Antritt der VIII. Regierung Osttimors am 22. Juni 2018.

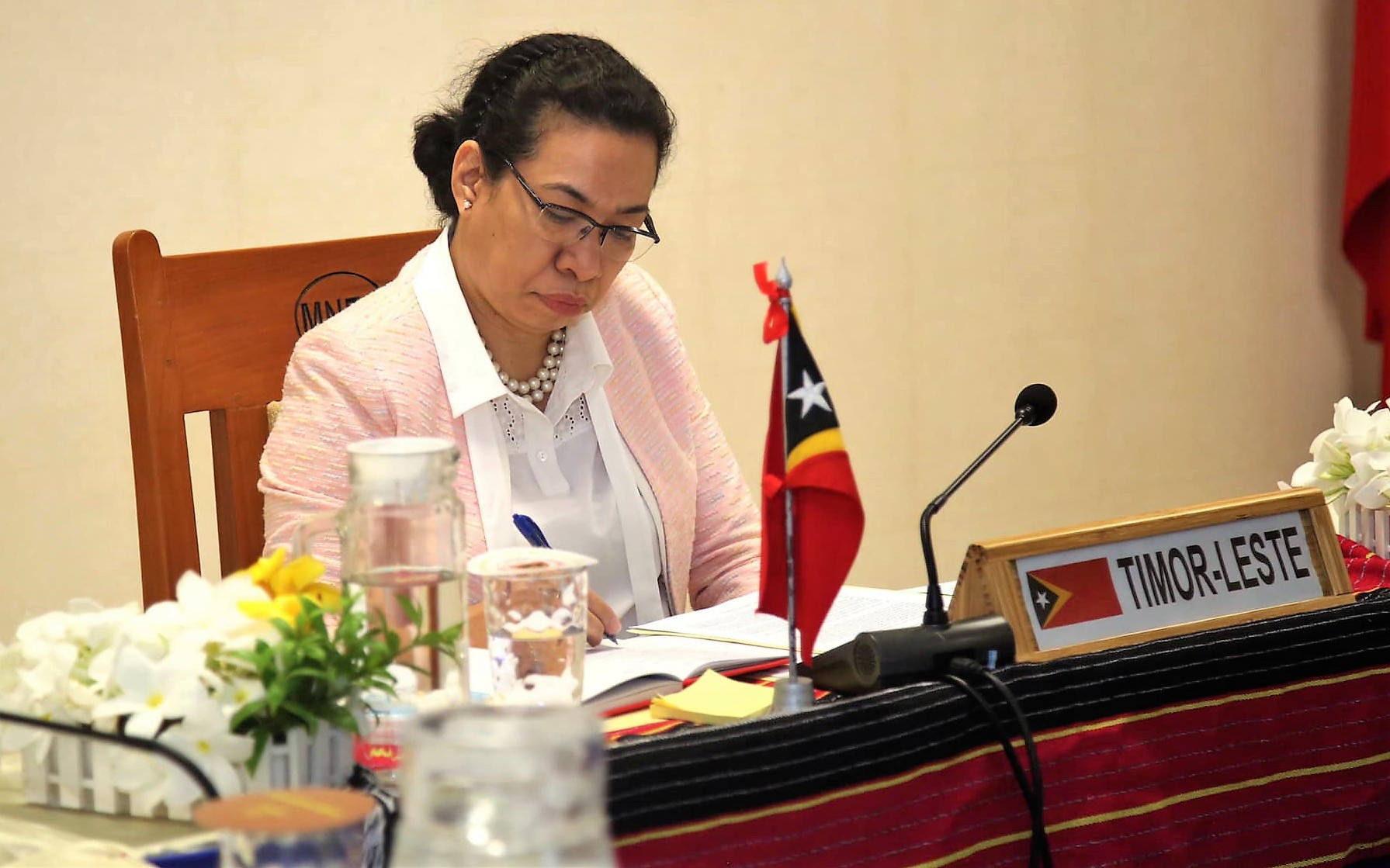
Außenministerin Magno in ihrem Büro

Mit dem Wechsel in der Regierungskoalition und der Aufnahme der FRETILIN in die VIII. Regierung wurde Magno am 29. Mai 2020 zur Außenministerin vereidigt.

## Belege
- Women of the FRETILIN. Biografie, herausgegeben von der Partei.